# Jean de La Baume (Cotignac)
Pour les articles homonymes, voir Jean de La Baume (homonymie).
Jean de La Baume (ou Jean de la Saque ou aussi Jean de la Mire) est un  bûcheron qui a vécu au XVIe siècle à Cotignac. Il aurait eu une apparition de la Vierge Marie le 10 aout 1519 au lieu où sera établie l'Église Notre-Dame-de-Grâces de Cotignac.

## Histoire
Le 10 août 1519, Jean de la Baume, homme pauvre et pieux, âgé de 22 ans, monte sur le mont Verdaille à côté de Cotignac pour y faire sa provision de bois,. Ce jour ci, la Vierge Marie lui serait apparue tenant dans ses bras l'enfant Jésus et accompagnée de l'archange Saint-Michel, du chevalier Saint Bernard et de Sainte-Catherine. Elle lui aurait demandé une première fois de construire une chapelle à cet emplacement afin qu’elle y distribue ses grâces et ses faveurs à ceux qui l'invoqueront en ce lieu.
Le bûcheron étant dubitatif, elle lui serait apparue de nouveau le lendemain en le chargeant de demander aux habitants du village de construire cette chapelle sous le nom de Notre-Dame-de-Grâces.
Le récit a été jugé véridique par les habitants et, un peu plus d'un mois plus tard, la première pierre était posée. Le maître autel a été construit à l'endroit de la supposée apparition.
Dès lors, Jean de la Baume retourne dans l'ombre,,.

## Versions
Plusieurs versions de cette prétendue vision existent mais elles ne diffèrent les unes des autres que par de menus détails portant essentiellement sur le nom de famille à une époque où celui-ci était rarement fixé (de la Baume, de la Saque ou de la Sacque ou de la Mire), l'activité en cours de Jean de la Baume (cherchant à couper du bois, cultivant son champ, ou en train de prier).

## Les suites
Le 17 juin 1521, le pape Léon X décide d'accorder des indulgences aux pèlerins de Cotignac en raison  de cette supposée apparition ,,.
Un vitrail sera créé et posé dans la chapelle en souvenir de la scène.